# Molione christae
Molione christae är en spindelart som beskrevs av Yoshida 2003. Molione christae ingår i släktet Molione och familjen klotspindlar. Inga underarter finns listade i Catalogue of Life.